# 사이토 가즈오
사이토 가즈오(일본어: 斉藤 和夫, 1951년 7월 27일 ~ )는 일본의 전 축구 선수이다.

## 국가대표팀 경력
그는 1976년 1월 28일 불가리아과의 경기에서 일본 국가대표팀에 데뷔했다. 1978년 아시안 게임에도 출전했다. 그는 1984년까지 국제 A매치 통산 32경기에 출전했다.

## 통계
| 일본 | 일본 | 일본 |
| 연도 | 출전 | 득점 |
| ---- | ---- | ---- |
| 1976 | 14   | 0    |
| 1977 | 5    | 0    |
| 1978 | 9    | 0    |
| 1979 | 0    | 0    |
| 1980 | 0    | 0    |
| 1981 | 0    | 0    |
| 1982 | 0    | 0    |
| 1983 | 0    | 0    |
| 1984 | 4    | 0    |
| 통산 | 32   | 0    |